# لوري ريد
لوري ريد (بالإنجليزية: Laurie Reed)‏ هو منافس ألعاب قوى بريطاني، ولد في 22 مايو 1936 في Dulwich ‏ في المملكة المتحدة، وتوفي في 21 مايو 2018.

## وصلات خارجية
- لوري ريد على موقع أوليمبيديا (الإنجليزية)